# Нова Вас (Мірен-Костанєвіца)
Нова Вас (словен. Nova Vas) — мале поселення в общині Мірен-Костанєвіца, Регіон Горишка, Словенія, неподалік кордону з Італією. Висота над рівнем моря: 205,4 м.